# Busto de Richard Wagner
El Busto de Richard Wagner (en alemán: Richard-Wagner-Büste) es un monumento dedicado a Richard Wagner localizado en la ciudad de Leipzig, en el noroeste del estado alemán de Sajonia. Fue inaugurado el 7 de febrero de 1983, siendo una obra del artista local Max Klinger.
Se encuentra en un sector del anillo o carretera de circunvalación interior de Leipzig detrás de la Casa de la Ópera en la vertiente oriental del estanque de cisnes con vistas hacia el oeste. Está compuesto de materiales como el bronce con 96 centímetros de alto y se apoya sobre una sencilla base de piedra arenisca. 